# Esquirols voladors
Els esquirols voladors (Pteromyini) són una tribu d'esciúrids. Hi ha una quarantena espècies a la tribu, la més grossa de les quals és l'esquirol volador llanós. La major part de les espècies viuen al sud i sud-est d'Àsia, excepte les dues espècies del gènere Glaucomys, que són originàries de Nord-amèrica, i l'esquirol volador siberià, que prové de parts del nord d'Europa i Àsia.
No són capaços de volar de la mateixa manera que els ocells o els ratpenats, però són capaços de saltar d'un arbre a un altre amb l'ajuda d'un patagi i una cua llarga, que els proporciona estabilitat en vol. Anatòmicament són molt similars a la resta d'esquirols, encara que tenen diverses adaptacions al seu estil de vida. Els ossos de les extremitats són més llargs, mentre que els ossos dels peus, les mans i les vèrtebres distals són més curts. Mentre volen, poden dirigir-se i exercir control sobre la seva trajectòria amb les extremitats i la cua.

## Descripció

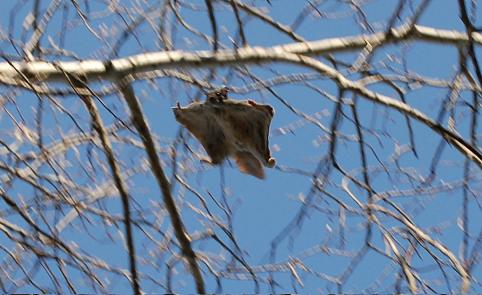
Esquirol volador en ple vol

Malgrat que no volen com els ocells o els ratpenats, són capaços d'ascendir en el transcurs dels seus vols, amb vols registrats de fins a 90 metres. La direcció i la velocitat de l'animal en el medi ambient poden variar canviant les posicions dels seus membres, majoritàriament controlades per petits ossos cartilaginosos. El canell està connectat al cartílag estilístic, que forma una punta d'ala utilitzada durant el planeig. A més, la punta de l'ala pot ajustar-se en diversos angles, controlant els moviments aerodinàmics. El canell també canvia la tensió del patagi, una membrana que s'estén des del canell fins al turmell. Té una cua molt peluda que s'estabilitza en vol. La cua actua com a fre abans d'aterrar en el tronc d'un arbre.
Abans del segle xxi, sovint es debatia la història evolutiva dels esquirols voladors. Aquest debat es va aclarir molt gràcies a dos estudis moleculars. Aquests estudis donaven suport al fet que els esquirols voladors es van originar fa 18-20 milions d'anys, són monofilètics i tenen una relació germana amb els esquirols arboris. A causa del seu ancestre proper, les diferències morfològiques entre esquirols voladores i esquirols arboris revelen una visió de la formació del mecanisme de planeig. En comparació amb esquirols de mida similar, els esquirols voladors mostren un allargament dels ossos de les vèrtebres i l'avantbraç lumbar, mentre que els ossos dels peus, les mans i les vèrtebres distals es redueixen en longitud. Aquestes diferències en les proporcions del cos revelen la seva adaptació per minimitzar la càrrega de l'ala i augmentar la seva maniobrabilitat mentre es planeja.
Diverses hipòtesis han tractat d'explicar l'evolució del planeig dels esquirols voladors. Una possible explicació està relacionada amb l'eficiència energètica i l'alimentació. El planeig és una manera de progressar d'un arbre a un altre energèticament eficaç mentre s'alimenta, enlloc de grimpar els arbres i moure's per terra o executar salts perillosos a l'aire. Al planejar a altes velocitats, els esquirols voladors poden travessar una àrea més gran de bosc més ràpidament que els esquirols arboris. A més, poden avançar llargues distàncies augmentant la seva velocitat de planeig i la seva elevació. Altres hipòtesis afirmen que el mecanisme ha evolucionat per evitar depredadors propers i lesions. Si sorgeix una situació perillosa en un arbre específic, els esquirols voladors poden planejar cap a un altre i fugir del perill. A més, els procediments d'enlairament i aterratge durant els salts, implementats amb finalitats de seguretat, poden explicar el mecanisme de planeig. Tot i que els salts a altes velocitats són importants per escapar del perill, un impacte fort en aterrar a un nou arbre pot ser perjudicial per a la salut d'una esquirol. Tot i així, el mecanisme de planeig dels esquirols voladors impliquen estructures i tècniques durant el vol que permeten una gran estabilitat i control. Si un salt és calculat malament, pot tornar fàcilment al curs original usant la seva habilitat de planejar. Un esquirol volador també crea un gran angle de planeig quan s'apropa al seu arbre de destinació, disminuint la seva velocitat augmentant la resistència de l'aire i permetent als quatre membres absorbir l'impacte.

## Ecologia
L'esperança de vida dels esquirols voladors a la natura és d'uns sis anys, encara que poden viure fins a quinze anys als zoològics. La taxa de mortalitat dels esquirols voladors joves és elevada a causa dels depredadors i les malalties. Entre els seus depredadors es troben algunes espècies arborícoles de serps, l'os rentador, els mussols, les martes, els coiots, els linxs i els gats ferals. Al nord-oest del Pacífic, el gamarús pigallat és un depredador comú dels esquirols voladors.
Els esquirols voladors solen ser nocturns, ja que no són hàbils fugint dels ocells durant el dia. Són animals omnívors que s'alimenten del que puguin trobar.

### Reproducció
La temporada d'aparellament dels esquirols voladors té lloc durant els mesos de febrer i març. Quan neixen les cries, les femelles els crien en nius, alimentant-los i protegint-los fins que surten del niu. Els mascles no participen en la cria dels seus fills.
Quan neixen, els esquirols voladors ho fan majoritàriament sense pèl, a part dels seus bigotis, i la major part dels seus sentits. Els seus òrgans interns són visibles a través de la pell, el que permet identificar el seu sexe. Cap a la cinquena setmana estan gairebé completament desenvolupats. En aquest moment, poden respondre al seu entorn i començar a sortir del niu. Durant les següents setmanes practiquen els salts i els planeig. Després de dos mesos i mig, les seves habilitats de planejar estan perfeccionades i estan preparats per abandonar el niu i sobreviure per si mateixos.

### Dieta
Les esquirols voladores poden alimentar-se fàcilment durant la nit gràcies al seu que tenen un olfacte molt desenvolupat. S'alimenten de fruits, fruits secs, fongs i ous d'aus. El planeig estalvia energia. Molts animals planadors tenen dietes especialitzades i hi ha proves per creure que poden aprofitar aliments deficients en proteïnes. A més, el planeig és una forma ràpida de locomoció que redueix el temps de desplaçament.

## Taxonomia
El 2005, Thorington i Hoffman van identificar 15 gèneres d'esquirol volador i els van distribuir en dues subtribus. Entre 2007 i 2013, s'han trobat tres noves espècies d'esquirol volador a Arunachal Pradesh, a l'Índia. Els seus holotips es conserven a la col·lecció del Zoological Survey of India, a Calcuta. l'enquesta zoológica de l'Índia, Calcuta, Índia. Les espècies són: Petaurista mechukaensis, Petaurista mishmiensis i Petaurista siangensis.
- Subtribu Glaucomyina
  - Eoglaucomys
  - Glaucomys
  - Hylopetes
  - Iomys
  - Petaurillus
  - Petinomys
- Subtribu Pteromyina
  - Aeretes
  - Aeromys
  - Belomys
  - Biswamoyopterus
  - Eupetaurus
  - Petaurista
  - Pteromys
  - Pteromyscus
  - Trogopterus

Hi ha també gèneres fòssils, com ara Aliveria.